# David Barclay (Unternehmer)

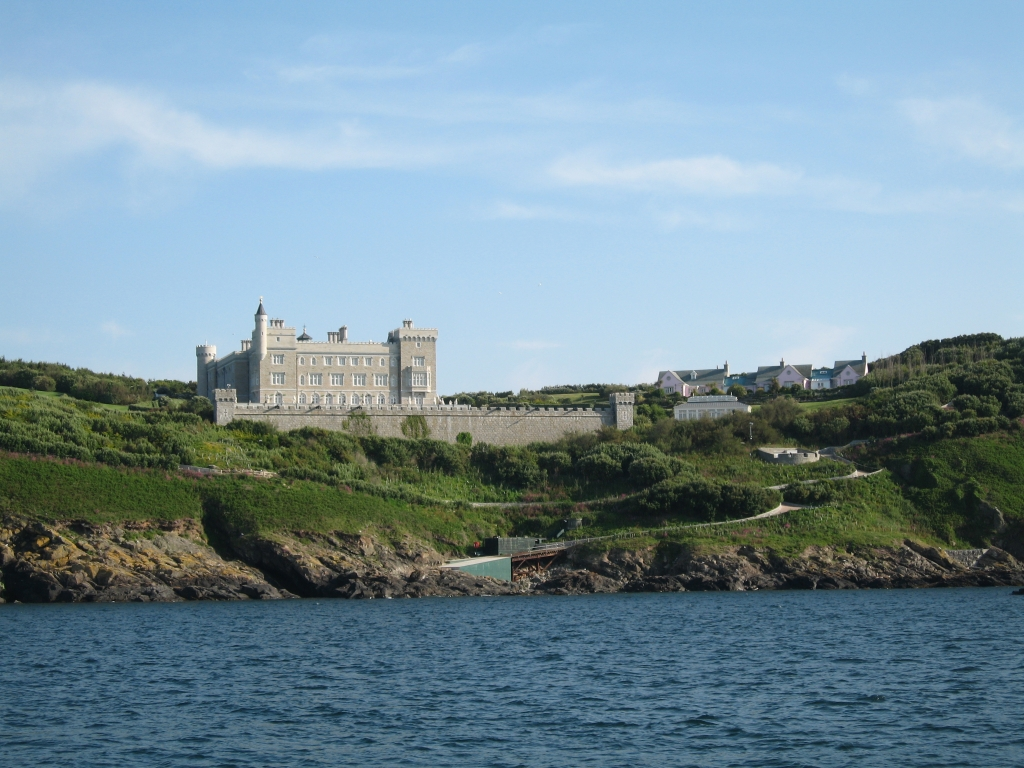
Das Barclay-Brüder-Schloss auf Brecqhou (2009)

David Barclay (* 27. Oktober 1934 in Hammersmith, London; † 10. Januar 2021) war ein britischer Unternehmer und Verleger.

## Leben
Seine Eltern waren die Schotten Frederick Hugh Barclay und Beatrice Cecilia Taylor. Über das Unternehmen Press Holdings war er gemeinsam mit seinem Zwillingsbruder Frederick Barclay Eigentümer der britischen Magazine The Business und The Spectator. 1993 erwarb er mit seinem Bruder die britische Kanalinsel Brecqhou.
2002 erwarben sie das britische Einzelhandelsunternehmen Littlewoods. Des Weiteren gehörte ihm und seinem Bruder seit 2004 über das Unternehmen Press Acquisitions Limited der Verlag Telegraph Group Limited. Zu diesem Verlag gehören unter anderem die britischen Zeitungen The Daily Telegraph und The Sunday Telegraph. Nach Angaben des US-amerikanischen Magazins Forbes Magazine zählte Barclay gemeinsam mit seinem Bruder zu den reichsten Briten. 1954 heiratete Barclay das Model Zoe Newton.